# Antonio Pallotta
Antonio kardinal Pallotta, italijanski rimskokatoliški duhovnik, škof in kardinal, * 23. februar 1770, Ferrara, † 19. julij 1834.

## Življenjepis
10. marca 1823 je bil povzdignjen v kardinala in imenovan za kardinal-duhovnika S. Silvestro in Capite.
Leta 1833 je postal prefekt Papeške signature.